# Москаленко, Иван Иванович
Иван Иванович Москаленко (1907—1982) — заместитель начальника Отдела «А» НКВД СССР, генерал-лейтенант (1944).

## Биография
Родился в украинской семье крестьянина. С мая 1921 работал в хозяйстве отчима в селе Янковичи Киевской губернии. С июля 1923 учился в сельскохозяйственной профшколе на станции Боярка Киевской губернии.
В РККА с августа 1925. В сентябре 1928 окончил Киевскую военно-пехотную школу, командовал взводом 89-го стрелкового полка 30-й стрелковой дивизии Украинского военного округа. С июля 1930 курсант Оренбургской военной школы лётчиков и лётных наблюдателей. После её окончания в декабре 1931 преподавал в 9-й военной школе лётчиков и лётных наблюдателей в Украинской ССР. С июля 1933 старший лётчик-наблюдатель, флагштурман 50-й авиабригады Ленинградского военного округа, с марта 1934 флагштурман авиаотряда 1-й штурмовой авиаэскадрильи ОКДВА, с февраля 1935 начальник штаба 140-го авиаотряда ОКДВА, с июня 1937 помощник начальника оперотделения штаба 50-й авиабригады ОКДВА, с августа 1937 начальник штаба 31-й штурмовой авиаэскадрильи ОКДВА. С декабря 1937 слушатель Военной академии им. М. В. Фрунзе.
Член ВКП(б) с мая 1939. В органах госбезопасности с июня 28 июня 1939, помощник начальника 4-го отдела (особого) ГУГБ НКВД СССР, одновременно с 22 октября 1940 начальник 1-го отделения, до 13 февраля 1941. Помощник начальника 3-го Управления НКО СССР, начальник 1-го отдела с 13 февраля до 17 июля 1941. Помощник начальника Управления особых отделов НКВД СССР, начальник 1-го отдела с 22 августа 1941 до 29 апреля 1943. Помощник начальника ГУКР СМЕРШ НКО — МВС СССР с 26 мая 1943 до 4 мая 1946. Помощник начальника 3-го Главного управления МГБ СССР (военная контрразведка), начальник 1-го отдела (контрразведывательное обслуживание Генштаба) с 4 июня 1946 до 2 января 1952. Заместитель начальника УКР МГБ по Белорусскому военному округу с 2 января 1952 по март 1953. Заместитель начальника Отдела контрразведки — Особого отдела МВД по Белорусскому военному округу Якова Едунова с марта 1953 по 1954. 7 июля 1954 уволен из органов КГБ по фактам дискредитации. Проживал в Москве. Похоронен на Ваганьковском кладбище.

### Звания
- Майор;
- Капитан ГБ (28 декабря 1939);
- Полковник (июнь 1941);
- Майор ГБ (10 сентября 1941)
- Старший майор ГБ (25 июня 1942)
- Комиссар ГБ (14 февраля 1943);
- Генерал-майор (26 мая 1943);
- Генерал-лейтенант (21 июля 1944).

### Награды
- Орден Ленина (24 ноября 1950);
- 3 ордена Красного Знамени (20 января 1943, 31 июля 1944, 6 ноября 1945);
- орден Кутузова II степени (25 марта 1945) — за образцовое выполнение особых заданий Верховного Главного Командования Красной Армии в период Отечественной войны;
- 2 ордена Отечественной войны I степени (28 октября 1943, 13 сентября 1945);
- орден Красной Звезды (3 ноября 1944);
- 9 медалей.